# Второвагайское
Второвагайское — село в Вагайском районе Тюменской области, входит в состав Бегишевского сельского поселения.

## География
Деревня находится на берегу реки Иртыш. Автобусное сообщение.

## Инфраструктура
- школа[2]

## Население
| 2010 |
| ---- |
| 237  |